# Революция на надеждата
„Революция на надеждата: Към една очовечена технология“ (на английски: The Revolution of Hope, toward a humanized technology) е книга от 1968 г. на немския психоаналитик Ерих Фром. На български език е издадена за първи път през 2005 г. от изд. „Захарий Стоянов“.
Авторът написва тази книга „като отговор на ситуацията в Америка през 1968 г.“" Според него сме на изправени пред дилема: единият път води към напълно механизирано общество, в което човекът е едно безпомощно зъбчато колело в машината, ако не и до унищожение от термоядрена война; другият път води към възраждане на човечността и надеждата – към общество, което поставя техниката в услуга на човешкото благосъстояние."

## Книгата
- Ерих Фром, Революция на надеждата, издателство „Захарий Стоянов“, 2005, ISBN 954-739-610-2